# Kugelhorn
Le Kugelhorn est une montagne culminant à 2 125 ou 2 126 m d'altitude dans les Alpes d'Allgäu, sur la frontière entre l'Allemagne et l'Autriche.

## Géographie
Il se situe au nord du Rauhhorn.
Juste en dessous, par les versants nord et ouest, passe le Jubiläumsweg. On peut alors monter par une pente herbue.